# Vicent Ripollès i Pérez
Vicent Ripollès Pérez (Castelló de la Plana, 20 de novembre de 1867 – Rocafort de Campolivar, Horta de València, 19 de març de 1943) va ser un músic, mestre de capella, musicòleg i compositor valencià.
Adquirí la seva formació musical i humanística al seminari de Tortosa de la mà de Francisco Pachés i Salvador Giner. L'any 1893 guanyà les oposicions al magisteri de la catedral de Tortosa, càrrec que mantingué fins al 1895, en què esdevingué director de la capella musical del Corpus Christri, a València. El 1903 es traslladà a Sevilla, on exercí de mestre de capella de la catedral metropolitana fins a l'any 1909, en què renuncià a aquest càrrec i tornà a València per exercir de professor de cant gregorià del seminari. El 1927 obtingué una canongia a la catedral de València. El seu interès per la recuperació del patrimoni musical espanyol el va dur a participar de forma activa en els congressos de música sacra celebrats a Valladolid (1907), Sevilla (1908), Barcelona (1912) i Vitòria (1928). Fou el primer president de l'Asociación Ceciliana Española i dirigí el butlletí editat per aquesta entitat. Creà l'Escola de Música Religiosa Valenciana, on es formaren un gran nombre de deixebles que continuarien la seva tasca restauradora de la música antiga, entre els quals Eduardo Soler Pérez i José M. Alcácer Martínez.

## Biografia
En aquella època el sacerdot Francisco Pachés era el mestre de capella de l'arxiprestal de Santa Maria i ell va ser el primer formador de l'infant Vicent Ripollès en matèries com el solfeig o el violí. Aquest inici musical com a tiple de cor l'emparenta amb els primers passos d'altres figures hispàniques, com el seu futur mestre i amic Felip Pedrell, i li va permetre un primer contacte amb la música religiosa, que arribaria a convertir-se per a ell en una passió. Amplià la seva formació musical quan ingressà en el Seminari de Tortosa, on estudià harmonia i composició amb Roc Domingo. Ordenat sacerdot, fou destinat a Peníscola, i poc després marxà a València, on estudià música amb Salvador Giner i Vidal. L'any 1893 va ser nomenat mestre de capella del seminari de Tortosa i, molt poc després, de la catedral de la mateixa ciutat. Hi exercí el càrrec dos anys, fins que al juliol de 1895 guanyà la mateixa plaça, però aquest cop al valencià col·legi de Corpus Christi, o del Patriarca. D'allà marxà per ser mestre de capella de la catedral de Sevilla, fins que el 1909 és reclamat per fer-se càrrec de l'ensenyament musical al seminari de València. El 1930 passà a ostentar la direcció de la capella de música de la catedral de València.
A més de la seva faceta d'instrumentista i compositor, Ripollés també destacà per la renovació de l'ensenyament musical. En la seva estada al Col·legi del Patriarca proposà un pla de reformes que rebé el vistiplau d'autoritats com Giner i Felip Pedrell; aprovat el 1897, el pla va ser publicat tant pel mateix col·legi com en la revista La música religiosa en España. El 1902, Vicent Ripollès va assistir a un esdeveniment important en la seva vida: els cursos superiors de música oferts per Felip Pedrell a l'Ateneu de Madrid. Aquesta trobada amb el mestre català va marcar l'inici d'una fructífera amistat, i va suposar per a Ripollès el replantejament de la seua formació musical. En el seu pas pel seminari valencià hi creà una Schola Cantorum que amb la interpretació de grans obres de música sacra obtingué un gran prestigi a la ciutat. L'arquebisbe Melo l'atorgà la dignitat de canonge de la catedral el 1927, i de resultes Ripollès emprengué l'ordenació i la catalogació de l'arxiu musical de la catedral.
A més de realitzar transcripcions de música polifònica del s. XVI, Ripollés va compondre una Missa en re menor, per a cor i orquestra, amb motiu de la seva primera celebració religiosa en el càrrec, una missa a set veus amb cinc instruments de corda i orgue, etc., fins a més de seixanta composicions de música religiosa, d'on en destaca la Misa in festo dedicationis Ecclesia (del 1905, revisada el 1924). La importància de la seva obra ha fet que el musicòleg José Doménech Part l'hagi considerat «figura màxima de la música espanyola en Castelló de la Plana».
Dirigí el Centre de Cultura Valenciana i va ser membre de diverses entitats musicals. Col·laborà al Boletín de la Sociedad Castellonense de Cultura, on publicà Fragmentos del Epistolario Pedrell (1922). També publicà Catálogo de las obras polifónicas conservadas en el Archivo del Patriarca de Valencia (1926), El drama litúrgico (1928), El villancico i la cantata del segle xviii a València (1935) i Músicos castellonenses (1935). Va transcriure música polifònica del segle xvi.

## Obres[calcitació]
- Col·lecció de trisagis a quatre veus i orquestra
- Gradual per a la festivitat de la Mare de Déu, a vuit veus i orquestra
- Himne a la Mare de Déu (1901), premiat en el certamen cultural del diari l'Heraldo de Castellón
- Lamentación (1899), per a tenor i orquestra
- Misa in festo dedicationis Ecclesiae (1905), per a cor a tres veus i orgue. Revisada el 1924 per la coronació de la Mare de Déu del Lledó, i orquestrada per a cordes completes, una flauta, clarinet, fagot i dues trompes
- Missa, a set veus amb cinc instruments de corda i orgue
- Missa en re menor (1893), per a cor i orquestra
- Missa en re menor, per a quatre veus amb orgue
- Oremus pro pontifex, motet dedicat a Pius X
- Pange Lingua, himne a vuit veus per la vigília de Corpus
- Quintet, de corda i orgue, dedicat a Joan de Ribera

## Altres obres
- Missa IX Cum Jubilo in festo 1v. i org.
- Missa en re menor 4v. i org.
- Himno a la coronación de Nuestra Señora de los Desamparados 4v. i org.
- Lamentación del Jueves Santo 4v. i org.
- Goigs de la Mare de Déu de Lladó 4v. i org.
- La cançó de l'arbre 1v. i p.
- Missa per a 2 v i instr[4]